# Настасьїно
Наста́сьїно (рос. Настасьино) — присілок у складі Дмитровського міського округу Московської області, Росія.

## Населення
Населення — 110 осіб (2010; 187 у 2002).
Національний склад (станом на 2002 рік):
- росіяни — 95 %